# All About The Washingtons
All About The Washingtons é uma série de televisão de comédia norte-americana criada por Jeremy Bronson que estreiou em 10 de agosto de 2018 na Netflix. A série é produzida por Bronson ao lado do showrunner Andrew Reich e do astro Joseph Simmons, Justine Simmons e Kiana Ledé.
Em 18 de outubro de 2018, foi anunciado que a Netflix havia cancelado a série.

## Enredo
All About The Washingtons segue o casal Joey e Justine Washington enquanto criam sua família. A série começa "depois que Joey decide se aposentar de uma longa carreira como lendária realeza do hip-hop, sua esposa Justine, aproveita a oportunidade de seguir uma carreira própria agora que Joey está disponível para se concentrar em criar os filhos e manter a carreira." casa em ordem. "

## Elenco

### Regular
- Joseph Simmons como Joey Washington
- Justine Simmons como Justine Washington
- Kiana Ledé como Veronica Washington
- Nathan Anderson como Wesley Washington
- Leah Rose Randall como Skyler Washington
- Maceo Smedley como Daevon Gilbert Washington

### Recorrente
- Quincy Fouse como Malik
- DJ Ruckus como ele mesmo
- Arsenio Hall como ele mesmo
- Lawrence Saint-Victor como Blake

### Participações
- Tim Meadows como ele mesmo
- Daymond John como ele mesmo
- Aubrey Cleland como Jade
- Kira Kosarin como Malia
- Suzy Nakamura como Mrs. Chadwick
- Trinitee Stokes como Brianna
- Deon Cole como Darnell Bell

## Produção

### Desenvolvimento
Em 24 de outubro de 2016, foi anunciado que a ABC havia dado à produção um compromisso de colocar o piloto com uma penalidade financeira anexada se a rede não conseguisse produzir um piloto. O episódio piloto foi escrito por Jeremy Bronson com o veterano comediante e produtor de comédias Jhoni Marchinko. Os produtores executivos foram definidos para incluir Bronson e Marchinko ao lado de Joseph Simmons, Justine Simmons, Michael Lehman, Darryl Frank e Justin Falvey. As empresas de produção envolvidas com o projeto deveriam incluir a Amblin Television e a ABC Studios. Em 17 de março de 2017, após a decisão da ABC de não avançar com um piloto, foi relatado que a Amblin Television e a ABC Studios decidiram usar a multa recebida da ABC para financiar uma apresentação piloto da produção. Esperava-se que uma versão truncada do roteiro do piloto fosse usada e o episódio estava programado para ser filmado no início de abril de 2017, no set de Black-ish da ABC Studios, com direção de Don Scardino.
Em 17 de novembro de 2017, foi anunciado que a Netflix havia dado à produção um pedido direto para uma primeira temporada, consistindo em dez episódios. Foi ainda relatado que a série seria produzida pela divisão de cabo / digital da ABC Studios, ABC Signature. Em 14 de junho de 2018, foi relatado que a série, agora intitulada All About The Washingtons, estrearia em 10 de agosto de 2018. Além disso, foi anunciado que Andrew Reich atuaria como produtor e produtor executivo da série.

### Seleção de elenco
Juntamente com o anúncio do compromisso de colocar o piloto, confirmou-se que a série iria estrelar Joseph Simmons e Justine Simmons. Juntamente com o anúncio da estréia da série, foi relatado que as crianças no show seriam retratadas por Kiana Ledé, Nathan Anderson, Leah Rose Randall e Maceo Smedley.

### Filmagens
As filmagens da série começaram em janeiro de 2018.

## Episódios
| N.º | Título                                             | Dirigido por        | Escrito por                   | Exibição original    |
| --- | -------------------------------------------------- | ------------------- | ----------------------------- | -------------------- |
| 1   | "Sip Stop Hooray" "Aposentadoria antecipada"       | Don Scardino        | Jeremy Bronson & Andrew Reich | 10 de agosto de 2018 |
| 2   | "U Can't Crash This" "Penetra"                     | Don Scardino        | Jason Venokur                 | 10 de agosto de 2018 |
| 3   | "They Call Me Too Nice" "Boazinha demais"          | Don Scardino        | Alyson Fouse                  | 10 de agosto de 2018 |
| 4   | "Yo! Bum Rush the Secret Show" "Saudades do palco" | Don Scardino        | Matthew Claybrooks            | 10 de agosto de 2018 |
| 5   | "Please Hamper, Don't Hurt 'Em" "Lição de vida"    | Kimberly McCullough | Stephnie Weir                 | 10 de agosto de 2018 |
| 6   | "Papa Said Log You Out" "Castigo analógico"        | Kimberly McCullough | Frank Pines                   | 10 de agosto de 2018 |
| 7   | "You Gots the Chills" "Filhinho da mamãe"          | Linda Mendoza       | Andrew Reich                  | 10 de agosto de 2018 |
| 8   | "Follow the Leaker" "Fofoqueiro"                   | Phill Lewis         | Marlena Rodriguez             | 10 de agosto de 2018 |
| 9   | "Pranksta's Paradise" "Vingança"                   | Linda Mendoza       | Jason Venokur                 | 10 de agosto de 2018 |
| 10  | "Snow Diggity" "Presos"                            | Linda Mendoza       | Sebastian Jones               | 10 de agosto de 2018 |